# Expedição 35
Expedição 35 foi uma missão de longa permanência na Estação Espacial Internacional, realizada entre 15 de março e 14 de maio de 2013. Ela contou com seis astronautas, três russos, dois norte-americanos e um canadense.
Ela começou após a partida da Expedição 34 da ISS a bordo da Soyuz TMA-06M. Esta foi a segunda expedição comandada por um astronauta não-americano ou não-russo, desde que a Expedição 21, em 2009, foi comandada pelo astronauta belga Frank De Winne, da ESA. O canadense Chris Hadfield foi o comandante, a primeira vez que um canadense comandou uma expedição na estação.  Além de Hadfield, ela foi composta pelos astronautas Romanenko e Marshburn, transportados até a ISS na TMA-06M, e pelos astronautas Vinogradov, Cassidy e Misurkin, transportados em 28 de março na Soyuz TMA-08M. 

## Tripulação
| Posições            | Primeira parte (Março de 2013) | Segunda parte (Março até maio de 2013) |
| ------------------- | ------------------------------ | -------------------------------------- |
| Comandante          | Chris Hadfield                 | Chris Hadfield                         |
| Engenheiro de voo 1 | Thomas Marshburn               | Thomas Marshburn                       |
| Engenheiro de voo 2 | Roman Romanenko                | Roman Romanenko                        |
| Engenheiro de voo 3 |                                | Christopher Cassidy                    |
| Engenheiro de voo 4 |                                | Pavel Vinogradov                       |
| Engenheiro de voo 5 |                                | Aleksandr Misurkin                     |

## Missão
Duas das principais experiências feitas nesta missão foram o uso de uma célula mecânica sensora da JAXA japonesa e o uso do Microflow, da Agência Espacial Canadense, o primeiro mini-contador de células no sangue na microgravidade.
Em maio, os tripulantes tiveram que lidar com novo vazamento de amoníaco na estação, o mesmo ocorrido durante a Expedição 33, que se imaginava reparado anteriormente. O amoníaco, que vazou novamente de um radiador na estrutura da ISS, é um componente essencial que circula através dos sistemas externos de controle térmico da estação para esfriar e manter na temperatura adequada a eletrônica e outros sistemas a bordo.
O vazamento foi notado quando pequenos flocos de amônia congelada começaram a se acumular e flutuar ao redor da área do tanque no espaço. Em 11 de maio, os astronautas Marshburn e Cassidy realizaram uma caminhada espacial para consertar o vazamento.  Depois de cinco horas e meia de trabalho fora da nave, ele foi selado. Um dos fatos mais populares da missão foi o vídeo transmitido à Terra do comandante Hadfield na ISS cantando a música Space Oddity, de David Bowie, com um violão e trocando mensagens no Twitter com William Shatner, o capitão Kirk da série original Jornada nas Estrelas.
A missão foi encerrada em 14 de maio de 2013, com a transferência de comando de Chris Hadfield para o cosmonauta russo Pavel Vinogradov, que comandará a Expedição 36. Hadfield, Tom Marshburn e Roman Romanenko retornaram à Terra a bordo da nave Soyuz TMA-07M, comandada pelo cosmonauta russo Roman Romanenko, pousando suavemente nas estepes do Casaquistão, às 02:31 GMT. 

## Galeria

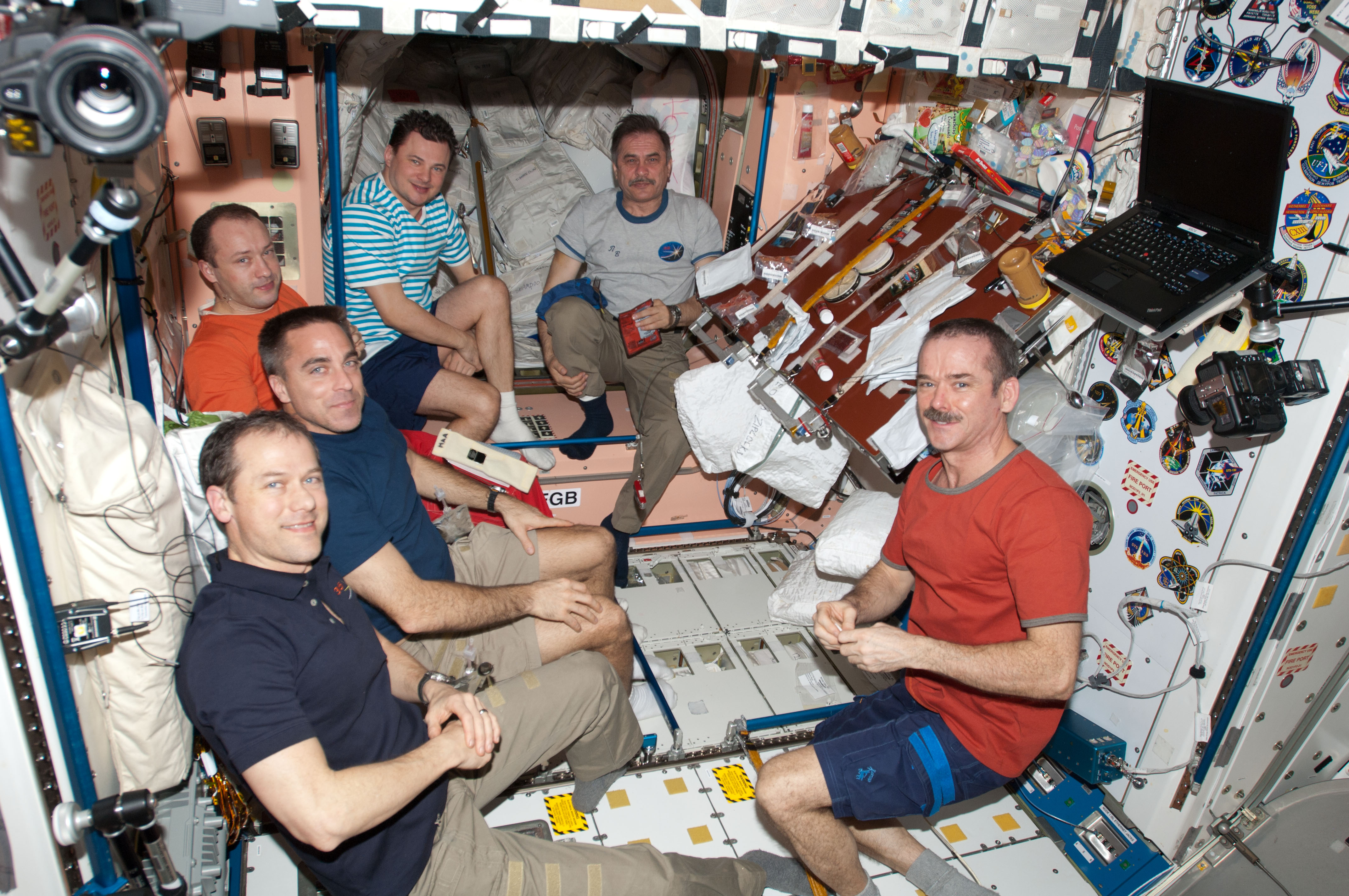
Os integrantes da Expedição 35 no módulo Unity.
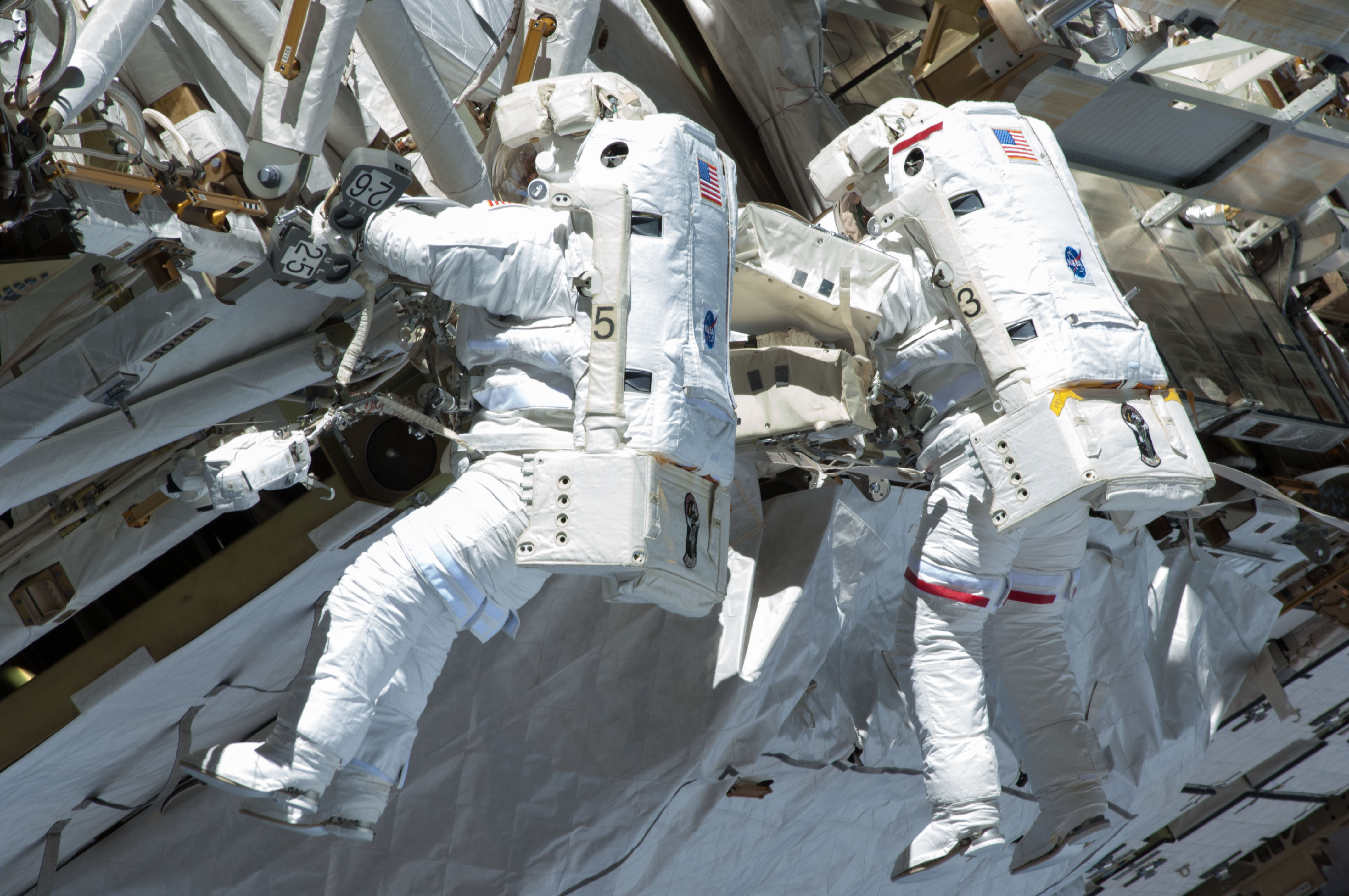
Os astronautas Mashburn e Cassidy consertam o vazamento de amônia na estrutura externa da ISS.
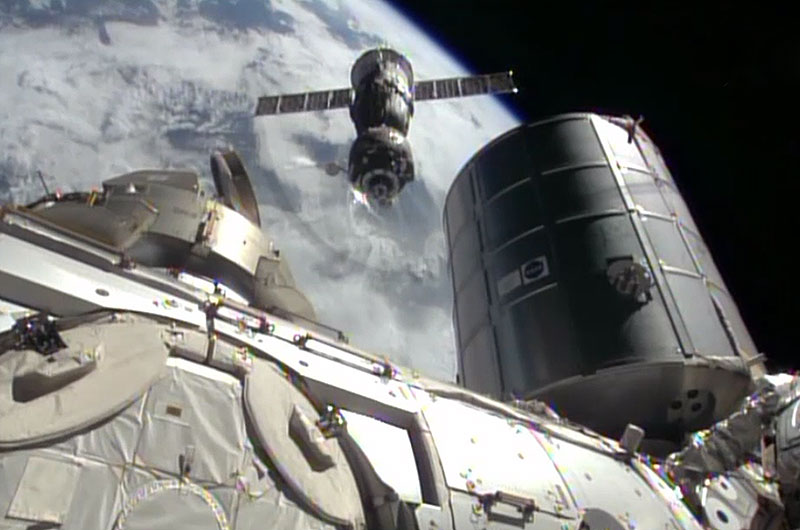
A Soyuz TMA-07M desacopla da ISS.
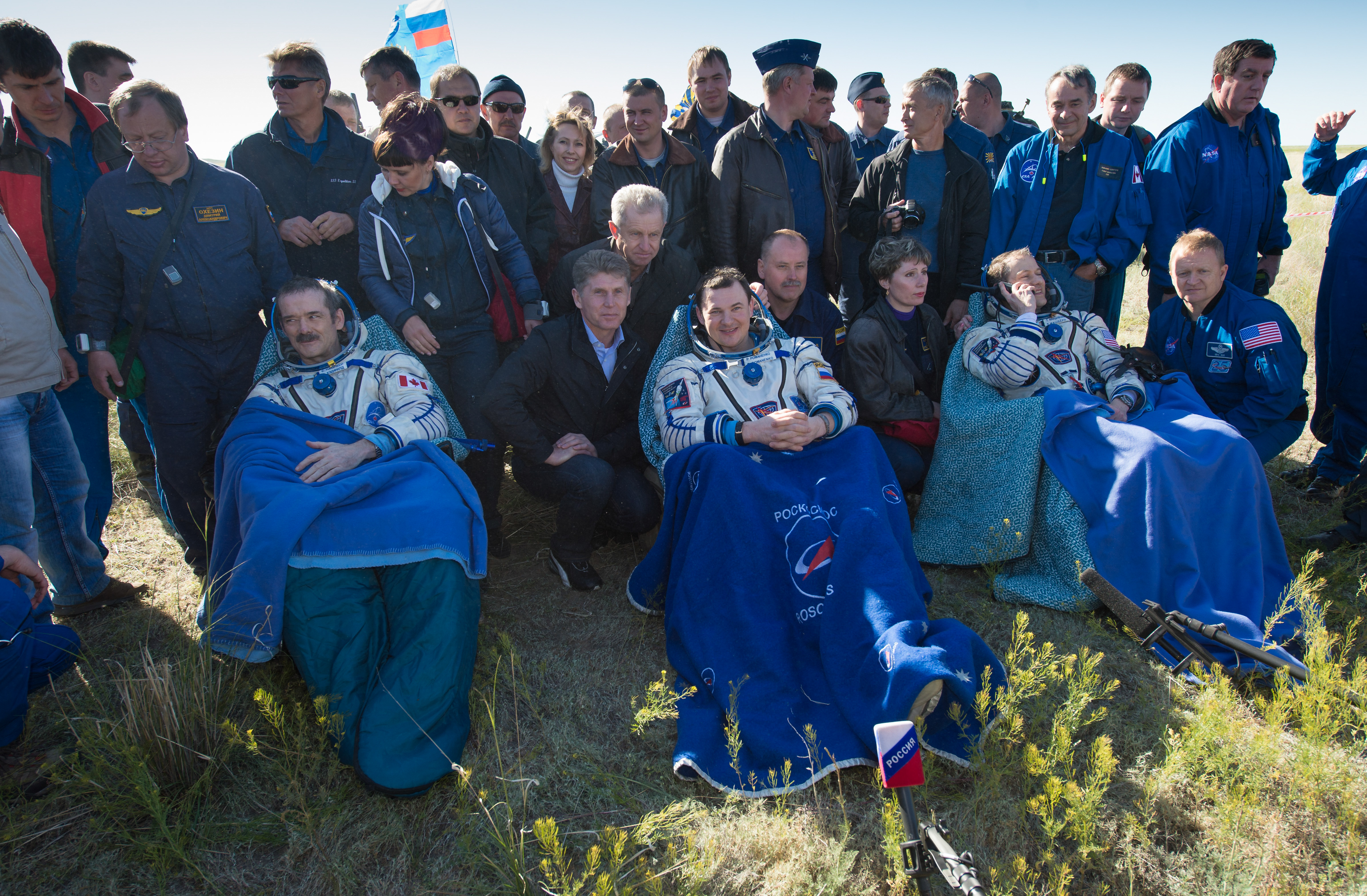
A tripulação recebida em terra pelo pessoal de apoio.
- Cerimônia de boas-vindas de integrantes da Expedição 35 na Cidade das Estrelas. (video)